# Baie de la Table
Pour les articles homonymes, voir Baie de la Table (îles Kerguelen).
La baie de la Table (anglais : Table Bay) est une baie de l'océan Atlantique Sud formée par le littoral de la ville du Cap, en Afrique du Sud, qui se développa depuis ses rives méridionales, au pied de la montagne de la Table.
Au large de la baie se trouve l'île de Robben Island, célèbre pour son pénitencier.

## Géographie

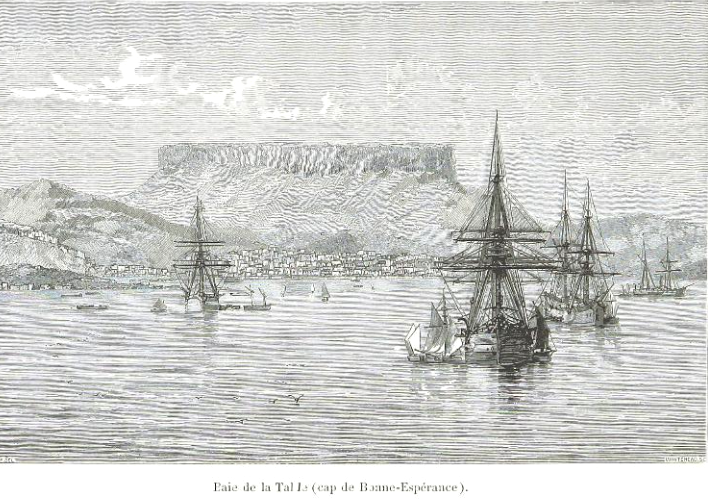
La baie de la Table en 1818, Jean-Baptiste Henri Durand-Brager.